# Шмидт, Виктор Карлович
Ви́ктор Ка́рлович Шми́дт (2 апреля 1865 года, Санкт-Петербург, Российская империя — 7 мая 1932 года, Пермь, Уральская область, РСФСР) — русский медик, зоолог, крупнейший российский специалист по микроскопической анатомии и эмбриологии, профессор, ректор Пермского университета (1923–1924), директор БиоНИИ при Пермском университете (1923–1931).

## Биография
C 1873 по 1884 год учился в Санкт-Петербургском немецком училище Св. Петра.
С 1884 по 1890 год учился на медицинском факультете Императорского Дерптского университета.
12 апреля 1891 года в возрасте 26 лет защитил диссертацию на учёную степень доктора медицины.
С 1893 по 1898 годы в качестве прозектора Дерптского университета читал лекции по сравнительной анатомии, гистологии и эмбриологии на медицинском факультете университета.
С 1899 по 1916 годы в качестве приват-доцента по кафедре гистологии Санкт-Петербургского университета В. К. Шмидт читал курс по анатомии человека и вёл научную работу по эмбриологии. Одновременно работал преподавателем, а потом инспектором частной гимназии Видемана и читал лекции на курсах общества Красного Креста.
С 1905 по 1916 год — профессор на кафедре анатомии человека Высших женских (Бестужевских) курсов.
C сентября 1916 года командирован в отделение Петроградского университета в Перми для чтения лекций и ведения практических занятий по анатомии в 1916/17 учебном году.
В 1916 по 1923 годах — создатель и руководитель кафедры нормальной анатомии и эмбриологии Пермского университета.
Летом 1919 года вместе с частью профессорско-преподавательского состава был эвакуирован в Томск, избран на должность приват-доцента по кафедре нормальной анатомии Томского университета. Реэвакуирован в Пермь весной-летом .1920 года
28 ноября 1921 года при непосредственном участии В. К. Шмидта Пермском университете был создан Биологический научно-исследовательский институт.
С 1923 по 1924 годы — ректор Пермского университета.
В 1924 году активном участии В. К. Шмидта происходит слияние медфака Уральского университета с медицинским факультетом Пермского университета.
В 1923 году В. К. Шмидт стал директором Биологического научно-исследовательского института (оставаясь ещё ректором ПГУ). При его руководстве Биологический институт устанавливает широкие научные связи с научными обществами России, старейшими научными организациями Западной Европы, Северной и Южной Америки. В 1925 году Биологический институт отправлял свою печатную продукцию в 43 научных учреждения СССР и в 38 зарубежных института. В. К. Шмидт оставался директором БиоНИИ вплоть до 1931 года.
С 1927 по 1930 год В. К. Шмидт являлся членом Пермского городского Совета, а затем членом президиума Пермского городского Совета.
В. К. Шмидт до последнего времени не прекращал научную деятельность и успел закончить свою последнюю работу «Учение о клетке и современные данные гистологии и гистогенезиса» (опубликована посмертно в 1934 году). В ней он обобщил свои взгляды на строение живого вещества, подчёркивая роль в теле животных синцитиев, симпластов и основного вещества, и показал, что разделение на клетки отсутствует, а они выделяются лишь тогда, когда ткань достигает своей конечной дифференцировки.
Умер 7 мая (по другим данным — 9 мая) 1932 года в Перми от туберкулёза легких. Похоронен на Егошихинском кладбище в Перми, у Успенской церкви.
Сын — Алексей Шмидт, советский учёный, советский археолог и востоковед.

## Избранные работы
- Das Schwangende der Chorda dorsalisbei den Wirbelthieren. — опубликовано в «Anatomische Hefte v. Merkel u.Bonnet», 1893.
- Die Entwickelung des Hinterendes derChorda dorsalis bei Siredon pisciformis (диссертация) 1891.
- Шмидт В. К. К вопросу об иннервации сердца //Русский Архив В. В. Подвысоцкого. 1897.
- Шмидт В. К. Учение о клетке и современные данные гистологии и гистогенезиса // Известия Пермского биол. науч.-иссл. ин-та, 1934. Т. IX. Вып. 4-5.
- Шмидт В. К. Отчет о деятельности Пермского государственного университета за 1923–1924 г. (недоступная ссылка) Пермь, 1924.
- Шмидт В. К. Очерк возникновения и истории Пермского государственного университета и Биологического научно-исследовательского института Архивная копия от 2 апреля 2015 на Wayback Machine // Известия Биологического научно-исследовательского института при Пермском университете. Том 5. Вып. 3. 1927. С. 105–118.